# ۲سی-تی-۲
۲ث-ت-۲ (به انگلیسی: 2C-T-2) با فرمول شیمیایی C۱۲H۱۹NO۲S یک ترکیب شیمیایی است. که جرم مولی آن ۲۴۱٫۳۵ g/mol می‌باشد. 